# Barbolla
Barbolla é um município da Espanha na província de Segóvia, comunidade autónoma de Castela e Leão, de área 26,25 km² com população de 226 habitantes (2004) e densidade populacional de 8,61 hab./km².

## Demografia
| Variação demográfica do município entre 1991 e 2004 | Variação demográfica do município entre 1991 e 2004 | Variação demográfica do município entre 1991 e 2004 | Variação demográfica do município entre 1991 e 2004 |
| --------------------------------------------------- | --------------------------------------------------- | --------------------------------------------------- | --------------------------------------------------- |
| 1991                                                | 1996                                                | 2001                                                | 2004                                                |
| 245                                                 | 238                                                 | 215                                                 | 226                                                 |